# Félix Faure
François Félix Faure (Parijs, 30 januari 1841 – aldaar, 16 februari 1899) was een Frans politicus en president van Frankrijk.
Félix Faure werd in Parijs geboren als zoon van een meubelmaker. Hij was werkzaam als leerlooier en daarna als leerhandelaar in Le Havre. Hij groeide uit tot een redelijk welvarend koopman. Op 21 augustus 1881 werd Faure voor de gematigde republikeinen in de Nationale Vergadering gekozen. Hij hield zich als parlementariër vooral bezig met economische kwesties, de marine en de spoorwegen. In november 1882 werd Faure onderminister van Koloniën in Ferry's kabinet. In 1888 werd hij opnieuw onderminister van Koloniën, nu onder Pierre Tirard.
In 1893 werd Faure vicevoorzitter van de Franse Nationale Vergadering en in 1894 werd hij minister van Marine in het kabinet van Charles Dupuy.
Op 17 januari 1895 werd Faure, na het aftreden van Jean Casimir-Perier, tot president van Frankrijk gekozen. Aanvankelijk leek Henri Brisson tot president te worden gekozen, maar hij behaalde niet de absolute meerderheid. Om verdeeldheid in het republikeinse kamp te smoren, schoof men de voor alle stromingen acceptabele Faure naar voren als presidentskandidaat.
Tijdens zijn korte presidentschap ontving president Félix Faure in 1896 tsaar Nicolaas II in Parijs om de vriendschap tussen de twee landen te bezegelen (Frans-Russische Alliantie). Op 7 oktober 1896 legden de tsaar en president Faure de eerste steen van de Pont Alexandre-III, een prachtige brug over de Seine (de brug is genoemd naar tsaar Alexander III, vader van tsaar Nicolaas II). Het daaropvolgende jaar bracht Faure een tegenbezoek aan de tsaar in Sint-Petersburg.
Aan het einde van Faures presidentschap bereikte de Dreyfusaffaire haar hoogtepunt. President Faure koos min of meer de kant van de antidreyfusards (hij was tegen de heropening van de zaak).
Op 16 februari 1899 kreeg Faure in het Élysée een beroerte. Hij overleed enige uren later. Hij was op dat moment in een compromitterende positie, in het gezelschap van zijn minnares Marguerite Steinheil, en daarom werden er geen details over de dood van de president prijsgegeven. Al vlug deed het gerucht de ronde dat de president was vergiftigd door aanhangers van Dreyfus.
Tijdens de begrafenis op 23 februari 1899 op de begraafplaats Père-Lachaise ondernam Paul Déroulède een mislukte staatsgreep.
Félix Faure was een man met veel gevoel voor decorum en was bij ceremonies altijd prominent aanwezig.

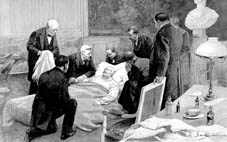
Félix Faure op zijn sterfbed (16 februari 1899)
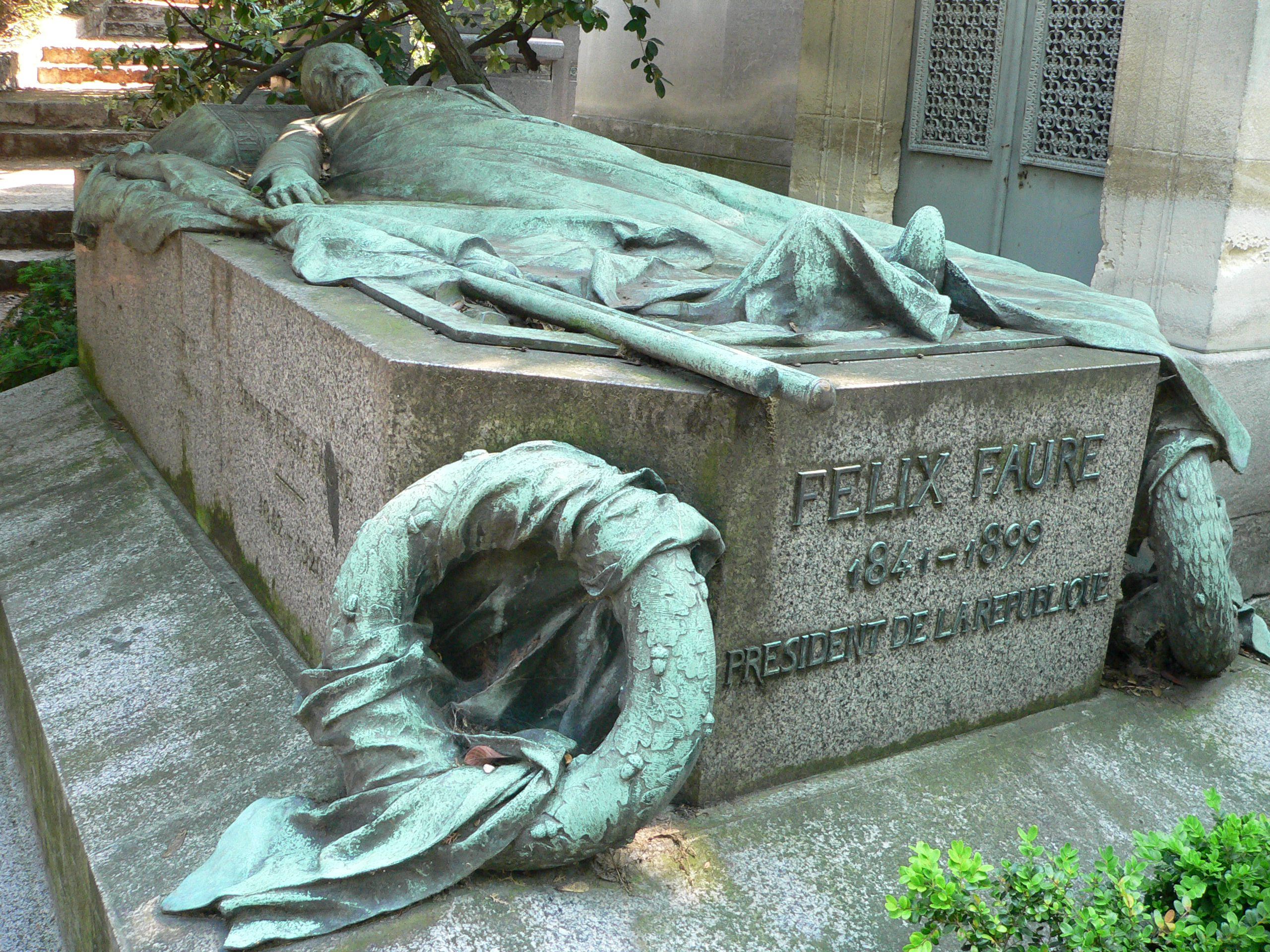
Graftombe op de begraafplaats Père-Lachaise
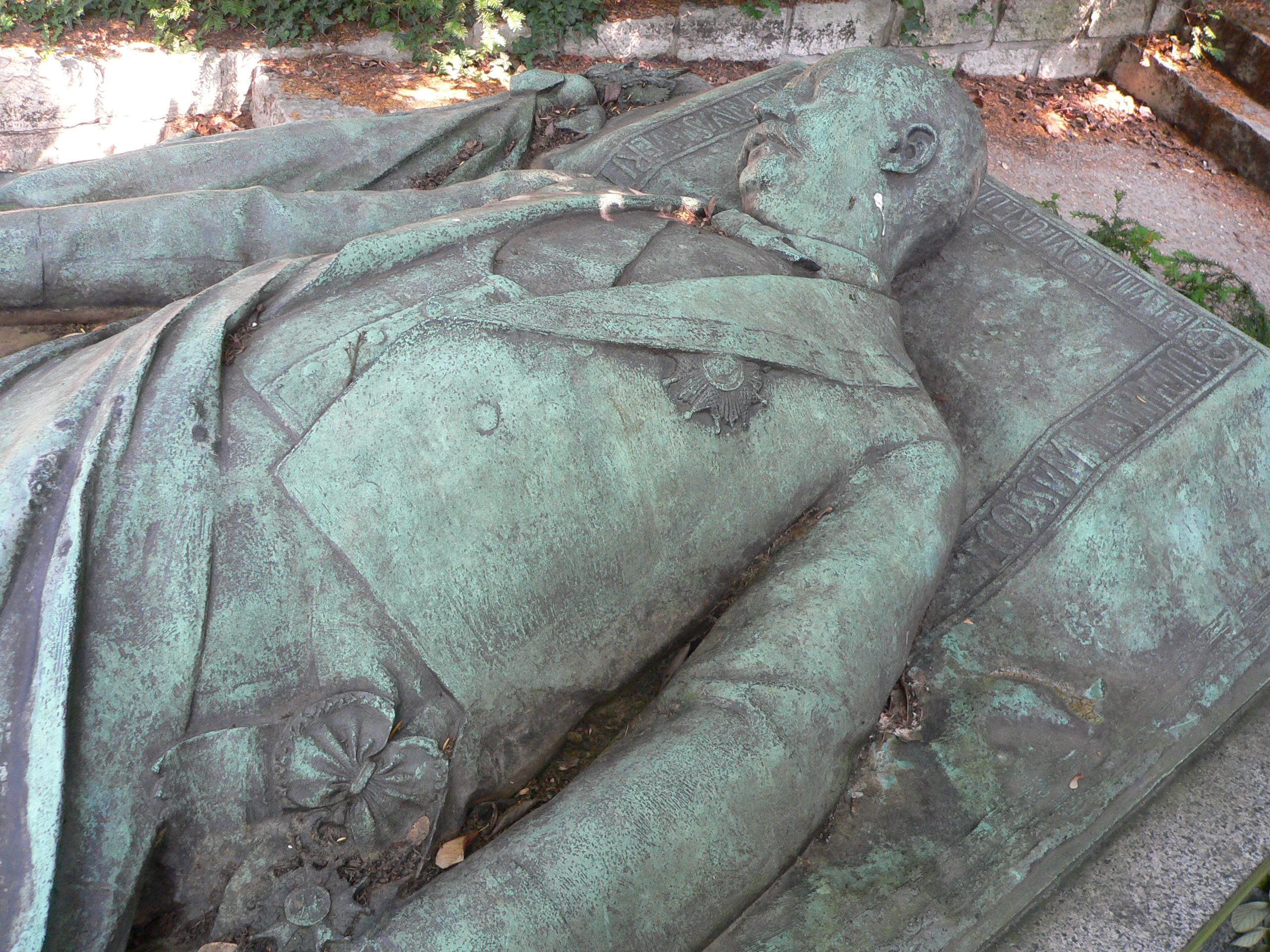
Bovenaanzicht van de graftombe
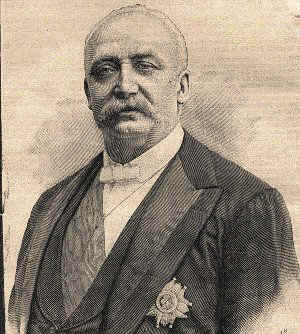
Tekening van Félix Faure